# Werner Nadolny

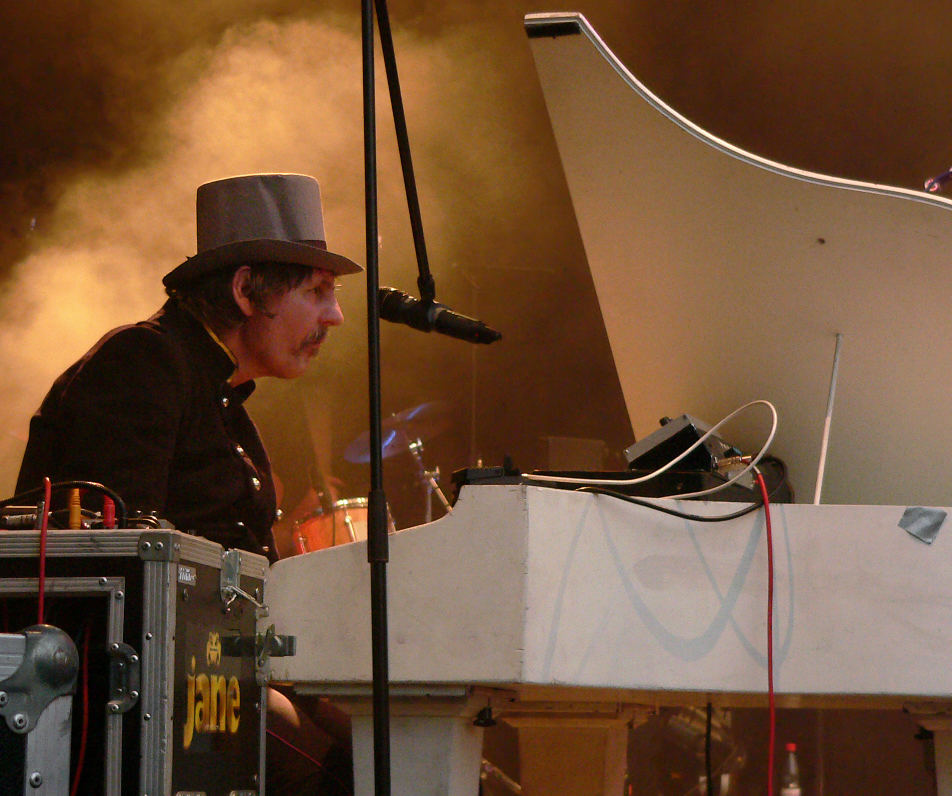
Werner Nadolny, 2011

Werner Nadolny (* 3. April 1947 in Hannover; † 22. Mai 2023 ebenda) war ein deutscher Komponist, Arrangeur, Keyboardspieler und Saxophonist. Er war Mitbegründer der deutschen Rockband Jane.

## Leben
Nadolny war zunächst Saxophonist bei der 1965 gegründeten Band JP’s, in der er mit Peter Panka als Sänger und Klaus Hess als Bassist zusammen spielte. Die Band wurde 1969 aufgelöst. 1970 kamen die drei Musiker wieder zusammen, jetzt mit Peter Panka an den Drums, Werner Nadolny als Organist und Keyboardspieler und Klaus Hess als Gitarrist. Charly Maucher ergänzte die nun gegründete Band Jane als Bassist. Mit dem Sänger Bernd Pulst wurde 1972 die erste Jane-LP Together veröffentlicht. Nach dem 1973 veröffentlichten Folgealbum Here We Are verließ Nadolny die Band vorübergehend und gründete mit Matthias Jabs die Band Lady. Es folgten weitere 10 LPs, bis sich die Band Jane 1982 auflöste.
Danach arbeitete Nadolny am Rockballett Warlock von Jon Symon (Text und Musik) und Lothar Höfgen (Choreografie) am Niedersächsischen Staatstheater in Hannover mit, das deutschlandweit als Gastspiel aufgeführt wurde. Werner Nadolny starb 2023 nach langer Krankheit in einem Pflegeheim in Hannover, in dem er zuletzt lebte.

### Werner Nadolnys Jane

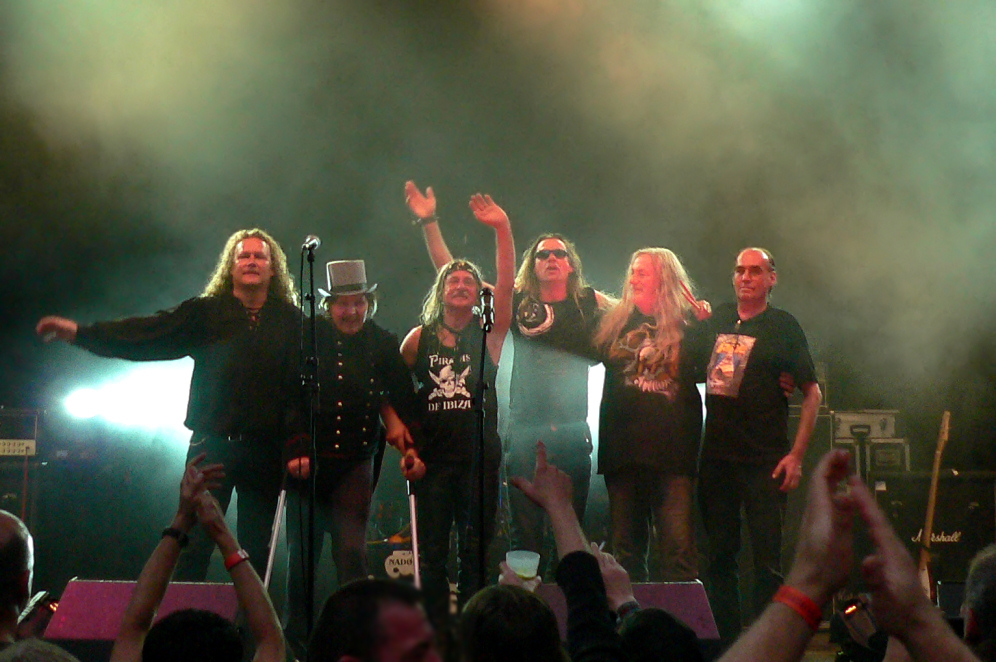
Werner Nadolnys Jane, 2011

Nadolny gründete 2008 mit den Musikern Norbert „Panza“ Lehmann (Epitaph, Eric Burdon, Karthago, Mother Jane), Klaus Hess (Drums), Matjes Müller (Bass), Dirk Rogon (Gitarre) (2009 durch Detlef Klamann (Jane) abgelöst), Erwin Kania (u. a. Frumpy) (Keyboard, Piano) und Günter „Gitze“ Deyhle (Gesang) die Band Werner Nadolnys Jane.

## Diskografie Jane
- Siehe: Jane (Diskografie)

## Weitere Projekte von Werner Nadolny
- Lady, Lady (1974)
- Warlock, Rockballett (1983) mit Jon Symon, Peter Panka, Charlie Maucher, Detlef Klamann
- Back Again (2000) Millennium CD im Eigenvertrieb (Lady Jane)
- Rocklegenden, Skin Deep (2006), (Werner Nadolny, Peter Panka, Geff Harrison)